# Valea Ursului
Valea Ursului est une commune roumaine du județ de Neamț, dans la région historique de Moldavie et dans la région de développement du Nord-Est.

## Géographie
La commune de Valea Ursului est située au sud-est du județ, à la limite avec le județ de Bacău, sur le Plateau central moldave, à la source de la Bârlad, à 20 km au sud-est de Roman et à 75 km à l'est de Piatra Neamț, le chef-lieu du județ.
La municipalité est composée des cinq villages suivants (population en 1992) :
- Bucium (659) ;
- Chilii (1 025) ;
- Giurgeni (760) ;
- Muncelu de Jos ;
- Valea Ursului (780), siège de la municipalité.

## Histoire
La première mention écrite du village date de 1580.

## Politique
Le Conseil Municipal de Valea Ursului compte 13 sièges de conseillers municipaux. À l'issue des élections municipales de juin 2008, Viorel Smiera (PSD) a été élu maire de la commune.
| Parti                          | Nombre de conseillers |
| ------------------------------ | --------------------- |
| Parti social-démocrate (PSD)   | 10                    |
| Parti démocrate-libéral (PD-L) | 2                     |
| Parti national libéral (PNL)   | 1                     |

## Religions
En 2002, la composition religieuse de la commune était la suivante :
- Chrétiens orthodoxes, 98,17 % ;
- Pentecôtistes, 1,28 %.

## Démographie
En 2002, la commune comptait 3 954 Roumains soit la totalité de la population.
| 1992  | 2002  | 2007  |
| ----- | ----- | ----- |
| 4 822 | 3 954 | 4 148 |

## Économie
L'économie de la commune repose sur l'agriculture et l'élevage. La commune dispose de 3 111 ha de terres arables, de 1 065 ha de forêts, de 173 ha de prairies et de 1 071 ha de pâturages.

## Communications

### Routes
Valea Ursului est située sur la route Roman-Vaslui.